# Tam Fiofori
Tam Fiofori (1942 – 25. června 2024), také známý jako „strýček Tam“, byl nigerijský dokumentární fotograf. Fiofori, známý svými alby zachycujícími historii Nigérie, byl také filmař, spisovatel, kritik a mediální poradce. Natočil filmy o nigerijských umělcích, jako jsou například: Biodun Olaku, fotograf J. D. 'Okhai Ojeikere nebo Olu Amoda. Hodně cestoval, v 60. letech žil v Harlemu v New Yorku, stal se manažerem amerického hudebníka Sun Ra a produkoval text, který je považován za „zakládající spojení mezi Ra a hnutím, které by bylo známé jako afrofuturismus“.

## Životopis
Fiofori se narodil v Okrice ve státě Rivers State a vyrostl v Benin City, kde jeho otec Emmanuel Fiofori učil na Edo College.
Fiofori studoval na King's College v Lagosu, poté pokračoval v univerzitních studiích na King's College v Londýně, než obrátil svou pozornost na psaní a hudbu.

## Kariéra
Od 60. let 20. století hodně cestoval, stal se spolupracovníkem Sun Ra v USA. Podle Pan African Space Station, „strýček Tam později pozval Sun Ra do Lagosu na FESTAC 77, vzal ho do Kalakutské republiky, a napsal o tom všem v nigerijském časopise Glendora Review."
Fiofori byl prvním editorem nové hudby / elektronické hudby pro DownBeat a psal pro mnoho dalších uměleckých a literárních publikací v USA a Evropě – mezi nimi International Times a časopis Change – a bylo mu připisováno, že je „z velké části odpovědný za to, že v oněch opojných dnech 70. let přinesl podzemní černou kreativitu do amerického národního povědomí“. Jeho spisy byly v průběhu let pravidelně publikovány v řadě nigerijských magazínů, včetně novin NEXT a blogu Shèkèrè.
Fiofori byl filmovým konzultantem Rivers State Council for Arts and Culture, ředitelem Rivers State Documentary Series a konzultantem / scenáristou NTA Network on Documentaries. Byl také zakládajícím jednatelem Asociace fotografů Nigérie (Photographers' Association of Nigeria, PAN).
Jeho práce byly vystavovány v Africe, Evropě a USA, včetně Odum and Water Masquerades (1974), promítány na FESTAC '77, Tampere Film Festival, 10. FESPACO, Ouagadougou, 1987, Pan African Writers' Association, Accra, Ghana, a 1979: Pohled do historie a kultury.
Mezi jeho publikace patří „tištěný dokument“ A Benin Coronation: Oba Erediauwa (2011). Jak popisuje autor: „Novinářský formát knihy technicky poskytl 84 stran fotografií obsahujících asi 150 originálních fotografií, doplněných 72 stranami textu; vše o ceremoniích korunovace města Benin Oba Erediauwa jako 38. Oba království Beninu, od 23. do 30. března 1979.“ Nigerijský deník Guardian napsal, že Fiofori „maluje poeticky okouzlující obraz“... „autor se pustil do velmi bystrého ztvárnění dynastií Beninského království a podává propracovaný popis 45leté vlády Oba Akenzuy II. která začala 5. dubna 1933.... Tam Fiofori prostřednictvím své průlomové knihy A Benin Coronation: Oba Erediauwa poskytl Nigérii a zbytku světa nadčasovou studii o vznešeném dědictví.“
Je přispěvatelem do knihy African Photographer J. A. Green: Re-imagining the Indigenous and the Colonial z roku 2018 (editorky Martha G. Andersonová a Lisa Aronsonová), v jejíž recenzi Lindsay Barrett označil Fioforiho za „ikonického fotografického génia Nigérie“.

## Ocenění
Mezi vyznamenání, které Fiofori obdržel, patří ceny od Pan African Writers' Association (PAWA), Mezinárodní festival dokumentárních filmů iRepresent a Hudba v Africe.

## Filmy
- Odum and Water Masquerades, 1974
- Biodun Olaku: Nigerian Painter[19]
- J. D. 'Okhai Ojeikere: Master Photographer[20][21]
- Olu Amoda: A Metallic Journey, 2015 (60 mins)[22][23]

## Výstavy
- 2006/7: Bayelsa @ 10. Yenagoa, Abuja.
- 2010: 1979: A Peep into History and Culture. Oba's Palace, Benin City; Hexagon, Benin City[24]